# Хитлинген (Виртемберг)
Хитлинген (њем. Hüttlingen) општина је у њемачкој савезној држави Баден-Виртемберг. Једно је од 42 општинска средишта округа Осталб. Према процјени из 2010. у општини је живјело 5.822 становника. Посједује регионалну шифру (AGS) 8136033.

## Географски и демографски подаци
Хитлинген се налази у савезној држави Баден-Виртемберг у округу Осталб. Општина се налази на надморској висини од 408 метара. Површина општине износи 18,7 km². У самом мјесту је, према процјени из 2010. године, живјело 5.822 становника. Просјечна густина становништва износи 311 становника/km².